# Karlstadt
Karlstadt is een gemeente in de Duitse deelstaat Beieren. Het is de Kreisstadt van het Landkreis Main-Spessart. De stad telt 14.930 inwoners.

## Geografie
Karlstadt am Main heeft een oppervlakte van 98,11 km² en ligt in het zuiden van Duitsland.

## Geboren in Karlstadt
- Johann Rudolf Glauber, chemicus
- Andreas Rudolph Bodenstein, theoloog
- Max Grün (5 april 1987), voetballer

Arnstein ·
Aura im Sinngrund ·
Birkenfeld ·
Bischbrunn ·
Burgsinn ·
Erlenbach bei Marktheidenfeld ·
Esselbach ·
Eußenheim ·
Fellen ·
Frammersbach ·
Gemünden am Main ·
Gössenheim ·
Gräfendorf ·
Hafenlohr ·
Hasloch ·
Himmelstadt ·
Karbach ·
Karlstadt ·
Karsbach ·
Kreuzwertheim ·
Lohr am Main ·
Marktheidenfeld ·
Mittelsinn ·
Neuendorf ·
Neuhütten ·
Neustadt am Main ·
Obersinn ·
Partenstein ·
Rechtenbach ·
Retzstadt ·
Rieneck ·
Roden ·
Rothenfels ·
Schollbrunn ·
Steinfeld ·
Thüngen ·
Triefenstein ·
Urspringen ·
Wiesthal ·
Zellingen